# Incidente ferroviario di Benaleka
L'incidente ferroviario di Benaleka è stato un incidente ferroviario occorso il 1º agosto del 2007 vicino a Benaleka, nella Repubblica Democratica del Congo, che causò più di 100 morti e 128 feriti.
L'incidente accadde in una remota località, poco a nord-ovest di Benaleka, nella Provincia del Kasai occidentale, alle 23:00 (ora locale). L'incidente fu causato da un malfunzionamento dei freni del treno, gestito dalla Congo Railroad Company. Otto vagoni del treno deragliarono, ma il macchinista riuscì a staccare la locomotiva dai vagoni e ad aiutare i superstiti. I feriti e i morti vennero condotti all'ospedale più vicino, quello di Benaleka, a dieci km di distanza.